# 759 (numero)
Settecentocinquantanove (759) è il numero naturale dopo il 758 e prima del 760.

## Proprietà matematiche
- È un numero dispari.
- È un numero composto, con 8 divisori: 1, 3, 11, 23, 33, 69, 253, 759. Poiché la somma dei suoi divisori (escluso il numero stesso) è 393 < 759, è un numero difettivo.
- È un numero sfenico.
- È un numero intero privo di quadrati.
- È un numero congruente.
- È un numero malvagio.
- È un numero palindromo e un numero ondulante nel sistema di numerazione posizionale a base 14 (3C3) e in quello a base 32 (NN). In quest'ultima base è altresì un numero a cifra ripetuta.
- È un numero ondulante nel sistema di numerazione posizionale a base 14 (3C3).
- È parte delle terne pitagoriche (280, 759, 809), (612, 759, 975), (759, 1012, 1265), (759, 1288, 1495), (759, 2320, 2441), (759, 2860, 2959), (759, 4140, 4209), (759, 8712, 8745), (759, 12512, 12535), (759, 26180, 26191), (759, 32000, 32009), (759, 96012, 96015), (759, 288040, 288041).

## Astronomia
- 759 Vinifera è un asteroide della fascia principale del sistema solare.
- NGC 759 è una galassia ellittica della costellazione di Andromeda.

## Astronautica
- Cosmos 759 è un satellite artificiale russo.

## Altri ambiti
- A 759 ovvero Dupuy de Lôme (A 759) è, secondo la terminologia francese, una nave raccoglitrice di informazioni o per ricerche elettromagnetiche.